# Antirrhea murena
Antirrhea murena är en fjärilsart som beskrevs av Otto Staudinger 1888. Antirrhea murena ingår i släktet Antirrhea och familjen praktfjärilar. Inga underarter finns listade i Catalogue of Life.